# Bossolasco
Bossolasco – miejscowość i gmina we Włoszech, w regionie Piemont, w prowincji Cuneo.
Według danych na rok 2004 gminę zamieszkiwały 683 osoby, 48,8 os./km².